# دهستان حومه شرقی (رامهرمز)
دهستان حومه شرقی، یکی از دهستان‌های بخش مرکزی شهرستان رامهرمز در استان خوزستان ایران است.

## جمعیت
براساس سرشماری عمومی نفوس و مسکن در سال ۱۳۹۵، جمعیت دهستان حومه شرقی برابر با ۱۲٬۷۰۶ نفر بوده‌است.